# Melinda Halliwell
Prudence Melinda Halliwell es un personaje ficticio de la serie Charmed. 
Apareció solo una vez en la serie y fue interpretada por la actriz Clara Thomas.

## Biografía
En la serie de televisión, Melinda es la hija alterna de Piper Halliwell y Leo Wyatt. Aunque las hermanas conocieron a Melinda en el futuro alternativa, este fue un futuro en el cual Melinda fue la primera hija de Piper Halliwell, Prue aun estaba viva, Leo no era mortal, y Wyatt y Chris Halliwell (todavía) no existían. Si bien Melinda le dice a Piper que tiene poderes, nunca se especifica o son mostrados los poderes que posee, pero teniendo en cuenta que Leo seguía siendo luz blanca es de suponer que tenía poderes de bruja y luz blanca. En ese futuro Piper le dice que no utilice sus poderes, ya que en esa época a la que viajan se volvió a la quema de brujas.
Aunque no era esperado, no fue una sorpresa total que en el primer embarazo, Piper tuviera un niño, Wyatt y no Melinda. Ha sido explicado en la serie que con cada acción realizada, un futuro diferente es creado para todos. Por esta razón, es de suponerse que está versión de Melinda, no existió para la serie de televisión. En los cómics es la tercera hija de Piper Halliwell y Leo Wyatt, aunque estos no han sido escritos por su showrunner, por lo tanto conllevan ciertas libertades a la hora crear y darle continuidad a la historia produciendo ciertas incongruencias.

### Historia
En 1999 , cuando Piper y sus hermanas visitaron el futuro, en el año 2009 , conoce a ella y a la única hija de Leo, una hija, llamada Melinda.
Nacimiento
En 2002 , cuando Piper quedó embarazada, la familia asumió que la niña sería una niña al igual que el resto del clan Halliwell y Piper se preparó para llamarla Prudence Melinda, en honor a su difunta hermana mayor, Prue, y su antepasado, Melinda . Madriguera. Sin embargo, el niño resultó ser un niño, Wyatt .
Después de que también se reveló que su segundo hijo era un niño, Chris , finalmente Piper quedó embarazada de su tercer y último hijo, una niña, a mediados de 2006, poco después de la última batalla de las Embrujadas , lo que resultó en su nacimiento a principios de 2007.

### Futuros Eliminados Alternativos
" No te preocupes, mami. Te prometo que haré lo que me pidas. No volveré a usar mi magia nunca más. "
—Melinda haciéndole una promesa a su madre .
Cuando las Embrujadas viajaron a 2009 para visitar su yo futuro, Piper descubrió que tenía una niña, Melinda. Aunque es la hija menor de Piper y Leo , en este futuro, Melinda era la única hija de la pareja. Piper le mostró a Prue una foto de Melinda con un traje de ballet rosa y morado, sugiriendo que le gustaba bailar y/o tomar lecciones.
A raíz de que la caza de brujas de Nathaniel Pratt se apoderara de este futuro, sus padres le habían prohibido a Melinda usar sus poderes para protegerla. En este futuro, su nombre fue Melinda Wyatt , tomando el apellido de su padre. Debido a que Leo todavía era un Luz Blanca en este futuro, Melinda probablemente también era parte de Luz Blanca.
Este futuro se borró porque las hermanas, regresando a su tiempo, no se revelaron a Pratt, posteriormente Prue murió, y en lugar de Melinda Wyatt, Wyatt Halliwell se convirtió en el primogénito de Piper y Leo.

## Curiosidades
Melinda de " Morality Bites " fue borrada de la existencia como toda esta línea de un futuro alternativo y no es la Melinda que Piper dio a luz al final después de Ultimate Battle .
Paul Ruditis tuiteó que, de todas las hijas de las Embrujadas, Melinda es la mayor, Tamora y Kat Mitchell son las del medio y PJ Halliwell es la más joven.
Además, Paul Ruditis declaró en una entrevista que aunque el destino antinatural de Melinda como Twice-Blessed fue absuelto, ella conservará su poder activo de órbita telequinética, comparando el poder activo de una bruja con un brazo o una pierna que simplemente no se le puede quitar.
De los nueve niños Charmed , Melinda es la tercera mayor.
En Forever Charmed , Piper está visiblemente embarazada en la escena de la boda de Phoebe (debido al embarazo de Holly Marie Combs en la vida real), sin embargo, se sugiere que Piper está embarazada de Melinda en este punto, lo que encajaría con la línea de tiempo de la temporada 9 (los comics) .